# Simulação de casamento
Simulação de casamento é o crime previsto no artigo 239 do Código Penal Brasileiro que consiste em fingir um casamento, mediante engano de outra pessoa.

## No Brasil
O reality show Casamento às Cegas: Brasil foi  acusado de simulação de casamento após alguns participantes alegarem, nas redes sociais, viverem uma "vida de solteiro" logo após a participação. Porém, segundo o organizador dos casamentos, Maurício Macri, tratou-se de uma "celebração social", não casamento civil.